# Cefem
Cefem su skupina beta-laktamskih antibiotika u koju se ubrajaju cefalosporini i cefamicini.